# Макарова Катерина Валеріївна
Катерина Валеріївна Макарова (рос. Екатерина Валерьевна Макарова, 7 червня 1988) — російська тенісистка з найбільшими успіхами в парній грі, олімпійська чемпіонка, триразова переможниця турнірів Великого шолома в парному жіночому розряді, одноразова — в міксті, перша ракетка світу в парній грі.  
В одиночному розряді Макарова входила до чільної десятки рейтингу WTA. Першим її значим досягненням  в турнірах Великого шолома був вихід до чвертьфіналу Відкритого чемпіонату Австралії 2012, на шляху до якого вона здолала низку сіяних тенісисток, зокрема Віру Звонарьову та Серену Вільямс.
Партнеркою Макарової в парній грі є співвітчизниця Олена Весніна, разом з якою Катерина вигравала три з чотирьох турнірів Великого шолома й тенісний турнір Олімпіади 2016 року в Ріо-де-Жанейро. 
Макарова виграла турнір WTA-туру AEGON International у червні 2010 року, здолавши у фіналі Вікторію Азаренко.
Макарова виграла Відкритий чемпіонат США з тенісу 2012 у міксті разом з Бруно Соаресом із Бразилії.
З 11 червня 2018 року пара Весніна/Макарова очолила парний рейтинг WTA.

## Фінали турнірів WTA

### Одиночний розряд: 5 (3 титули, 2 поразки)
| Легенда                       |
| ----------------------------- |
| WTA 500 (Premier) (1–0)       |
| WTA 250 (International) (2–2) |

| Фінали за покриттям |
| ------------------- |
| Тверде (2–0)        |
| Трава (1–0)         |
| Ґрунт (0–2)         |

| Результат | В-П | Дата     | Турнір                              | Категорія     | Покриття | Опонент                 | Рахунок            |
| --------- | --- | -------- | ----------------------------------- | ------------- | -------- | ----------------------- | ------------------ |
| Поразка   | 0–1 | Тра 2009 | Гран-прі принцеси Лалли Мер'єм, Fes | International | Ґрунт    | Анабель Медіна Гаррігес | 0–6, 1–6           |
| Поразка   | 0–2 | Тра 2009 | Estoril Open, Estoril               | International | Ґрунт    | Яніна Вікмаєр           | 5–7, 2–6           |
| Перемога  | 1–2 | Чер 2010 | Eastbourne International, UK        | Premier       | Трава    | Вікторія Азаренко       | 7–6(7–5), 6–4      |
| Перемога  | 2–2 | Лют 2014 | Pattaya Women's Open, Pattaya City  | International | Тверде   | Кароліна Плішкова       | 6–3, 7–6(9–7)      |
| Перемога  | 3–2 | Сер 2017 | Washington Open, USA                | International | Тверде   | Юлія Гергес             | 3–6, 7–6(7–2), 6–0 |

### Парний розряд: 36 (15 титулів, 21 поразки)
| Легенда                                                   |
| --------------------------------------------------------- |
| Турніри Великого шлему (3–4)                              |
| Теніс на Олімпійських іграх (1–0)                         |
| Фінал WTA (1–1)                                           |
| WTA 1000 (Premier 5 / Premier M) (7–11)                   |
| WTA 500 (Premier) (2–2)                                   |
| WTA 250 (Турніри 4-ї категорії WTA / International) (1–3) |

| Фінали за покриттям |
| ------------------- |
| Тверде (11–14)      |
| Трава (1–1)         |
| Ґрунт (3–6)         |

| Результат | В-П   | Дата     | Турнір                                            | Категорія     | Покриття     | Партнер            | Opponenta                                           | Рахунок               |
| --------- | ----- | -------- | ------------------------------------------------- | ------------- | ------------ | ------------------ | --------------------------------------------------- | --------------------- |
| Поразка   | 0–1   | Тра 2008 | Гран-прі принцеси Лалли Мер'єм, Марокко           | Tier IV       | Ґрунт        | Аліса Клейбанова   | - Сорана Кирстя - Марія Кириленко                   | 2–6, 2–6              |
| Поразка   | 0–2   | Лип 2008 | Banka Koper Slovenia Open, Словенія               | Tier IV       | Тверде       | Віра Душевіна      | - Анабель Медіна Гаррігес - Вірхінія Руано Паскуаль | 4–6, 1–6              |
| Перемога  | 1–2   | Тра 2009 | Марокко Open, Марокко                             | International | Ґрунт        | Аліса Клейбанова   | Сорана Кирстя Анастасія Павлюченкова                | 6–3, 2–6, [10–8]      |
| Поразка   | 1–3   | Жов 2009 | China Open, КНР                                   | Premier M     | Тверде       | Алла Кудрявцева    | - Сє Шувей - Пен Шуай                               | 3–6, 1–6              |
| Поразка   | 1–4   | Лют 2011 | Open GDF Suez, Франція                            | Premier       | Тверде (i)   | Віра Душевіна      | - Бетані Маттек-Сендс - Меган Шонессі               | 4–6, 2–6              |
| Поразка   | 1–5   | Жов 2011 | BGL Luxembourg Open                               | International | Тверде (i)   | Луціє Градецька    | - Івета Бенешова - Барбора Стрицова                 | 5–7, 3–6              |
| Поразка   | 1–6   | Тра 2012 | Мастерс Мадрид, Іспанія                           | Premier M     | Ґрунт (blue) | Олена Весніна      | - Сара Еррані - Роберта Вінчі                       | 1–6, 6–3, [4–10]      |
| Поразка   | 1–7   | Тра 2012 | Мастерс Рим, Італія                               | Premier 5     | Ґрунт        | Олена Весніна      | Сара Еррані Роберта Вінчі                           | 2–6, 5–7              |
| Перемога  | 2–7   | Жов 2012 | КНР Open, КНР                                     | Premier M     | Тверде       | Олена Весніна      | - Нурія Льягостера Вівес - Саня Мірза               | 7–5, 7–5              |
| Перемога  | 3–7   | Жов 2012 | Кубок Кремля, Росія                               | Premier       | Тверде (i)   | Олена Весніна      | - Марія Кириленко - Надія Петрова                   | 6–3, 1–6, [10–8]      |
| Перемога  | 4–7   | Бер 2013 | Indian Wells Open, U.S.                           | Premier M     | Тверде       | Олена Весніна      | Надія Петрова Катарина Среботнік                    | 6–0, 5–7, [10–6]      |
| Перемога  | 5–7   | Тра 2013 | Відкритий чемпіонат Франції з тенісу, Франція     | Grand Slam    | Ґрунт        | Олена Весніна      | Сара Еррані Роберта Вінчі                           | 7–5, 6–2              |
| Поразка   | 5–8   | Жов 2013 | Фінал WTA, Istanbul                               | Фінали        | Тверде (i)   | Олена Весніна      | Сє Шувей Пен Шуай                                   | 4–6, 5–7              |
| Поразка   | 5–9   | Січ 2014 | Відкритий чемпіонат Австралії з тенісу, Австралія | Grand Slam    | Тверде       | Олена Весніна      | Сара Еррані Роберта Вінчі                           | 4–6, 6–3, 5–7         |
| Поразка   | 5–10  | Бер 2014 | Відкритий чемпіонат Маямі з тенісу, U.S.          | Premier M     | Тверде       | Олена Весніна      | - Мартіна Хінгіс - Сабіне Лісіцкі                   | 6–4, 4–6, [5–10]      |
| Перемога  | 6–10  | Вер 2014 | Відкритий чемпіонат США з тенісу, США             | Grand Slam    | Тверде       | Олена Весніна      | Мартіна Хінгіс Флавія Пеннетта                      | 2–6, 6–3, 6–2         |
| Поразка   | 6–11  | Бер 2015 | Indian Wells Open, U.S.                           | Premier M     | Тверде       | Олена Весніна      | Мартіна Хінгіс Саня Мірза                           | 3–6, 4–6              |
| Поразка   | 6–12  | Кві 2015 | Miami Open, U.S.                                  | Premier M     | Тверде       | Олена Весніна      | Мартіна Хінгіс Саня Мірза                           | 5–7, 1–6              |
| Поразка   | 6–13  | Лип 2015 | Вімблдонський турнір, UK                          | Grand Slam    | Трава        | Олена Весніна      | Мартіна Хінгіс Саня Мірза                           | 7–5, 6–7(4–7), 5–7    |
| Поразка   | 6–14  | Тра 2016 | Italian Open, Італія                              | Premier 5     | Ґрунт        | Олена Весніна      | Мартіна Хінгіс Саня Мірза                           | 1–6, 7–6(7–5), [3–10] |
| Поразка   | 6–15  | Чер 2016 | French Open, Франція                              | Grand Slam    | Ґрунт        | Олена Весніна      | Каролін Гарсія Крістіна Младенович                  | 3–6, 6–2, 4–6         |
| Перемога  | 7–15  | Лип 2016 | Мастерс Канада, Канада                            | Premier 5     | Тверде       | Олена Весніна      | Сімона Халеп Моніка Нікулеску                       | 6–3, 7–6(7–5)         |
| Перемога  | 8–15  | Сер 2016 | Літні Олімпійські ігри 2016, Бразилія             | Olympics      | Тверде       | Олена Весніна      | Тімеа Бачинскі Мартіна Хінгіс                       | 6–4, 6–4              |
| Перемога  | 9–15  | Жов 2016 | Фінал WTA, Сінгапур                               | Фінали        | Тверде (i)   | Олена Весніна      | - Бетані Маттек-Сендс - Луціє Шафарова              | 7–6(7–5), 6–3         |
| Поразка   | 9–16  | Січ 2017 | Brisbane International, Австралія                 | Premier       | Тверде       | Олена Весніна      | Бетані Маттек-Сендс Саня Мірза                      | 2–6, 3–6              |
| Перемога  | 10–16 | Лют 2017 | Dubai Tennis Championships, UAE                   | Premier 5     | Тверде       | Олена Весніна      | Андреа Сестіні Главачкова Пен Шуай                  | 6–2, 4–6, [10–7]      |
| Поразка   | 10–17 | Тра 2017 | Italian Open, Італія                              | Premier 5     | Ґрунт        | Олена Весніна      | Латіша Чжань Мартіна Хінгіс                         | 5–7, 6–7(4–7)         |
| Перемога  | 11–17 | Лип 2017 | Wimbledon, UK                                     | Grand Slam    | Трава        | Олена Весніна      | Чжань Хаоцін Моніка Нікулеску                       | 6–0, 6–0              |
| Перемога  | 12–17 | Сер 2017 | Canadian Open, Канада (2)                         | Premier 5     | Тверде       | Олена Весніна      | - Анна-Лена Гренефельд - Квета Пешке                | 6–0, 6–4              |
| Поразка   | 12–18 | Січ 2018 | Australian Open                                   | Grand Slam    | Тверде       | Олена Весніна      | Тімеа Бабош Крістіна Младенович                     | 4–6, 3–6              |
| Поразка   | 12–19 | Бер 2018 | Indian Wells Open, U.S.                           | Premier M     | Тверде       | Олена Весніна      | Сє Шувей Барбора Стрицова                           | 4–6, 4–6              |
| Перемога  | 13–19 | Тра 2018 | Madrid Open, Іспанія                              | Premier M     | Ґрунт        | Олена Весніна      | Тімеа Бабош Крістіна Младенович                     | 2–6, 6–4, [10–8]      |
| Поразка   | 13–20 | Сер 2018 | Rogers Cup, Канада                                | Premier 5     | Тверде       | Латіша Чжань       | - Ешлі Барті - Демі Схюрс                           | 6–4, 3–6, [8–10]      |
| Перемога  | 14–20 | Сер 2018 | Мастерс Цинциннаті, U.S.                          | Premier 5     | Тверде       | Луціє Градецька    | Елісе Мертенс Демі Схюрс                            | 6–2, 7–5              |
| Перемога  | 15–20 | Лют 2019 | St. Petersburg Ladies' Trophy, Росія              | Premier       | Тверде (i)   | Маргарита Гаспарян | Ганна Калінська Вікторія Грунчакова                 | 7–5, 7–5              |
| Поразка   | 15–21 | Лют 2019 | Dubai Championships, UAE                          | Premier 5     | Тверде       | Луціє Градецька    | Сє Шувей Барбора Стрицова                           | 4–6, 4–6              |